# 5,56 × 45 мм НАТО
5,56 × 45 мм НАТО — малоимпульсный промежуточный патрон с невыступающей закраиной, гильзой бутылочной формы, принятый на вооружение странами НАТО в 1980-х годах.

## История
Предыдущим стандартным патроном НАТО был 7,62 × 51 мм, созданный в начале 1950-х годов на основе ружейного патрона .300 Savage. В США патрон 7,62 × 51 заменил американский .30-06 Springfield (7,62 × 63 мм).
Патрон 7,62 × 51 критиковался как слишком мощный для современных автоматических винтовок и излишне тяжёлый, из-за чего носимый боезапас был недостаточным для ведения боя в изменившихся условиях ведения войны.
В конце 1950-х годов различными оружейными фирмами США разрабатывались автоматические винтовки малого калибра и высокой скорострельности, использующие патроны .222 Remington. Когда стало известно, что порохового заряда, используемого в этом боеприпасе, недостаточно, чтобы отвечать требованиям армии США по пробивной способности и начальной скорости, ArmaLite заключила договор с Remington Arms по созданию похожего калибра, который поначалу назывался .222 Remington Special. Одновременно Спрингфилдский арсенал создал боеприпас, известный как .224 Springfield. Но как и многие другие патроны указанного калибра, был признан чиновниками из отдела разработки стрелкового оружия управления Начальника вооружения Армии США «не отвечающим армейским требованиям» (в действительности, как показало расследование инспекторами Министерства армии, претензии указанной структуры имели отнюдь не технический характер и не были связаны с баллистическими качествами и убойным действием пули). Впоследствии этот патрон выпускался как патрон для спортивной стрельбы под названием .222 Remington Magnum.
Чтобы патрон .222 Remington Special не путали с другими патронами .222, его переименовали в .223 Remington, который стал использоваться как стандартный 5,56×45 мм в военной винтовке ArmaLite AR-15, позже принятой армией США на вооружение под названием M16.
Собственно говоря, массовое производство патрона .223 Remington (до 1985 года, начала постановки на вооружение винтовки M16A2, стандартизированной под натовский боеприпас) было обязано принятию на вооружение винтовки M16, без чего, по всей вероятности, патрон выпускался бы мелкосерийно для охоты или спортивной стрельбы, либо вообще не производился. Оружейником-новатором, который спроектировал под указанный патрон практически всё разработанное им стрелковое оружие (включая M16) для вооружённых сил и полицейских структур, был Юджин Стоунер, который фактически дал старт производству боеприпасов калибра 5,56 мм в США и странах-сателлитах, в которые либо поставлялись M16 и другие образцы американского вооружения, спроектированные под указанный боеприпас, либо там изготавливались лицензионные копии. Поскольку обеспечение требуемым количеством боеприпасов Вооружённых сил США и НАТО требовало задействования значительного количества производственных мощностей и рабочей силы, к производству патронов .223 Remington были привлечены частные патронные заводы трёх коммерческих структур:
- Federal Cartridge Corp.[англ.], Ninth & Tyler Street Plant, Анока, Миннесота;
- Olin Mathieson Chemical Corp., Winchester Western Div., North Shamrock Street Plant, Ист-Олтон, Иллинойс;
- Remington Arms Company, Inc., Boston Avenue Plant, Бриджпорт, Коннектикут;

Кроме того, были расконсервированы и загружены на полную мощность два казённых патронных завода (в структуре Управления вооружения Армии США), администрируемые теми же частными подрядчиками:
- Federal Cartridge Corp., Twin Cities Army Ammunition Plant[англ.], Миннеаполис, Миннесота;
- Remington Arms Co., Inc., Lake City Army Ammunition Plant[англ.], Индепенденс, Миссури;

И третий казённый пороховой завод с частным администрированием для снабжения порохом двух предыдущих (лаковый порох марки WC 846, разработан в лаборатории Winchester Western):
- Olin Mathieson Chemical Corp., Badger Army Ammunition Plant[англ.], Барабу, Висконсин.

При использовании патронов с новым, более дешёвым порохом во Вьетнаме выяснилось, что некоторые партии давали повышенный нагар, приводивший к засорению чувствительного газового двигателя M16 с последующими отказами при недостаточно регулярной чистке, поэтому пришлось на несколько лет вернуться к проверенному (но более дорогому) экструзионному пороху, пока к 1970 году не удалось добиться требуемой надёжности с WC 844, отличавшимся главным образом уменьшенным количеством карбоната кальция.
Производством пороха требуемых сортов (порох марки IMR 8208M, разработан в военных лабораториях DuPont) занимались частные заводы:
- E. I. du Pont de Nemours & Co., Jackson Laboratory, Дипуотер, Нью-Джерси (разработка); Уилмингтон, Делавэр (производство);
- Hercules Powder Company[англ.], Allegany Ballistics Laboratory[англ.], Пинто, Западная Виргиния (разработка и производство); Камберленд, Мэриленд (производство).

В 1970-х годах странами НАТО было подписано соглашение на выбор второго малого калибра, который заменит 7,62 × 51 мм НАТО. Из представленных калибров был выбран 5,56 × 45 мм, но не американский M193, а бельгийский вариант SS109 компании Fabrique Nationale с более тяжёлой пулей (4,02 г против 3,6) и меньшей начальной скоростью. Причиной выбора стало требование пробивать стальной шлем на расстоянии 600 метров.
К началу 1980-х годов патрон был принят на вооружение в десяти странах мира, в том числе в США, Израиле, Индонезии, Малайзии, Сингапуре, Тайване, Таиланде, Южной Корее.
К середине 1980-х годов патрон SS109, отличавшийся от М193 более тяжёлой пулей, рассчитанной на меньший шаг нарезов (178 мм вместо 305 мм для М193), был принят в качестве стандартного для всех стран НАТО.
В США SS109 был принят на вооружение под обозначением М855 и под него принята на вооружение новая модификация штурмовой винтовки — М16А2 с более тяжёлым стволом с изменённым шагом нарезов. Боеприпас с трассирующей пулей обозначается М856.

## Краткая характеристика

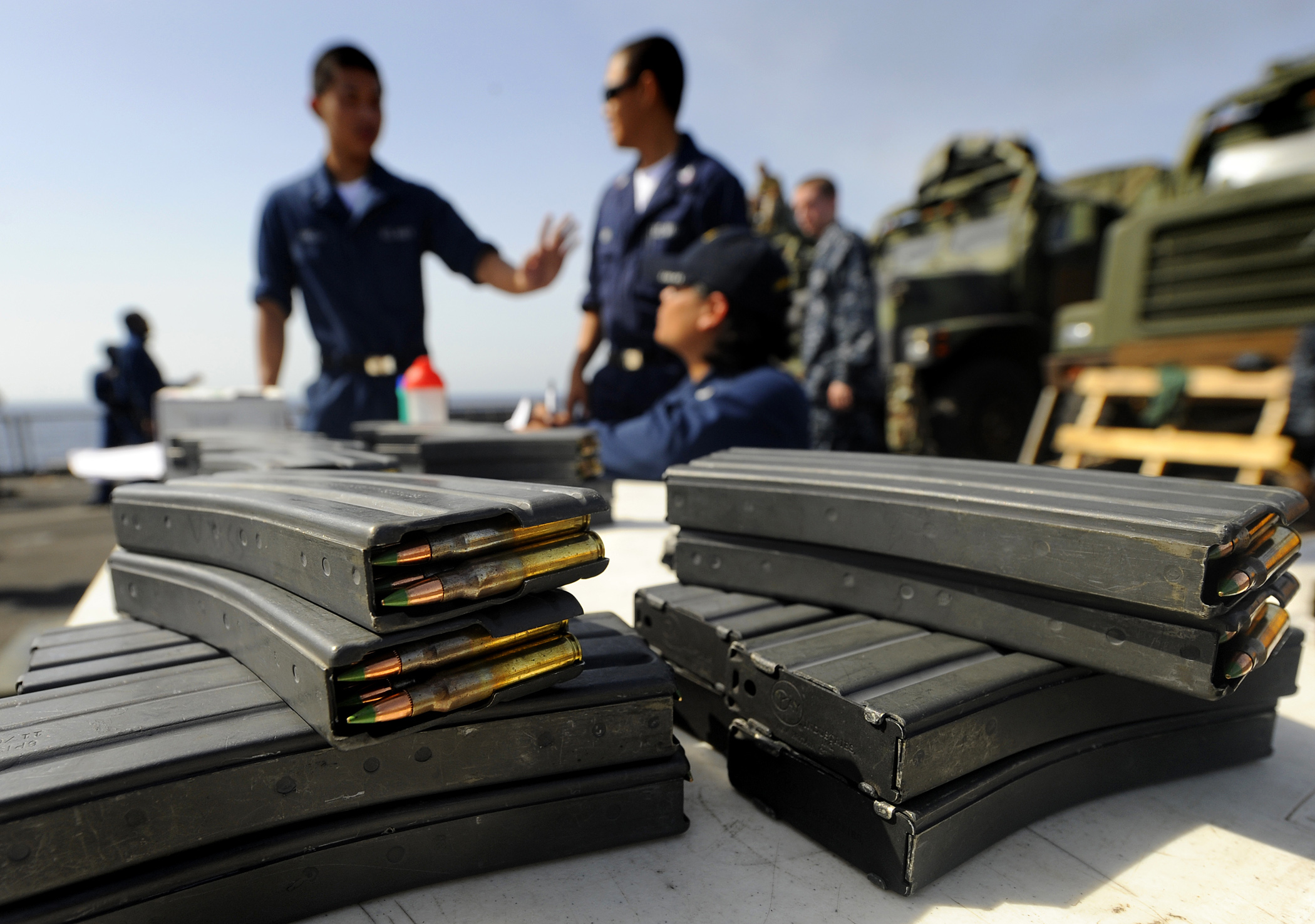
Магазины с 5,56-мм патронами на палубе десантного корабля USS Fort McHenry (LSD-43) Второго флота ВМС США. 30 сентября 2009 года.

Пуля стандартного патрона SS109 обладает очень эффективной терминальной баллистикой. При попадании в мягкие ткани на скорости 820 м/с и выше пуля фрагментируется, создавая обширное поражение внутренних органов. В то же время, патрон удовлетворяет требования Гаагской конвенции по ограничению применения деформирующихся боеприпасов, так как имеет пулю с цельнометаллической оболочкой и без насечек.
На самом деле это не совсем так. Эта пуля со сплошной металлической оболочкой проходит в тканях расстояние около 12 см головной частью вперёд. Затем она разворачивается на 90 градусов, сплющивается и разламывается в районе кольцевой канавки, предназначенной для соединения пули с гильзой. Головная часть пули составляет около 60 % от её первоначального веса. Тыльная часть распадается на множество осколков, которые разлетаются в стороны и проникают в ткани на глубину до 7 см. При попадании в мягкие ткани возникает такой же эффект временной полости, как и при поражении пулей югославского производства для АК. Кроме этого, наблюдается значительный разрыв тканей. Это объясняется тем, что сначала они пробиваются осколками, а затем подвергаются воздействию временной полости. Поэтому отверстия в полых органах, например, в кишках, могут достигать диаметра 7 см. Тем не менее, отстрелы по баллистическому гелю показали, что несмотря на диаметр, сам объём отверстия зачастую сравним с таковым от «обычных» нефрагментирующихся пуль, поскольку фрагментация действует исключительно в горизонтальной плоскости. В целом, этот боеприпас относительно мощный, но он всё ещё является малоимпульсным промежуточным патроном, применяемым в первую очередь в автоматическом оружии с высокой скорострельностью, а также, несмотря на высокую скорость пули, малопригодным для снайперской стрельбы из-за малого веса пули (впрочем, это справедливо для всех промежуточных патронов, поскольку малый импульс отдачи обязательно ведёт за собой отстающий от «настоящих» винтовочных баллистический коэффициент).
Если сравнивать патрон с советским аналогом 5,45 × 39 мм, то выявятся примерно одинаковые баллистические характеристики (их траектории совпадают на 400 метров), несколько лучшая настильность боеприпаса 5,45 × 39 мм является следствием его лучшего баллистического коэффициента (его обычные пули длиннее и острее), а М855 имеет более высокую мощность и начальную скорость при близких длинах ствола. При этом бронебойность патрона 5,45 × 39 несколько превышает таковую у 5,56 × 45 — как обычных так и специальных бронебойных версий, а вот по тяжести повреждений по небронированным целям выигрывает 5,56 × 45 за счёт вышеупомянутых эффектов фрагментации, отсутствующих у советского аналога. Этот эффект вызван в первую очередь высокой скоростью пули и поэтому присутствует не только у 5,56 × 45. Например, боеприпас .17 Remington действует примерно так же, за тем исключением, что скорость пули настолько велика, что фрагментация происходит сразу же после столкновения, нанося лишь внешнее ранение и практически исключая риск повреждения внутренних органов. По той же причине эффект фрагментации при стрельбе из карабинов М4 часто возникает при стрельбе на небольших дистанциях, на дальних случается редко.
Боеприпасы М193 и SS109 в принципе взаимозаменяемы, однако при более тяжёлая пуля SS109 при стрельбе из M16A1 с бо́льшим, менее крутым, шагом нарезов 1:12 летит недостаточно стабильно и показывает неудовлетворительную баллистику на дистанциях более 200 м. В свою очередь более лёгкая пуля M193 при стрельбе из M16A2 может избыточно «перекручиваться», что тоже снижает баллистические качества, хоть и не так значительно.
Существует заблуждение, что патрон SS109 («green tip») является бронебойным вариантом патрона М193, но это не так; пробивная сила SS109 выше, чем у М193, но официально бронебойным патроном является вариант M995 с чёрной насечкой. Правильнее всего будет обозначать вариант SS109 как патрон с повышенной пробивной силой, как отечественный аналог 7Н10.
В армии США принята на вооружение модернизация 5,56 × 45 мм — M855A1. Это немного увеличило мощность, баллистический коэффициент и проникающее действие (выше, чем у пулемётного 7,62 × 51 мм M80 Ball), но при этом был отмечен ускоренный износ ствола и патронника.
По состоянию на январь 2019 года патрон 5,56 × 45 мм НАТО является стандартным для штурмовых винтовок стран НАТО в соответствии со STANAG 4172. Однако война в Афганистане показала его недостаточную эффективность в условиях боевых действий в горах по причине невысокой пробивной способности пули и значительной потери убойности при стрельбе на больших дистанциях. Эту проблему призваны решить винтовка M7 и пулемёт M250 под новый винтовочный патрон 6,8 × 51 мм.

## Аналоги
Аналогами данного патрона являются:
- Советский патрон 5,45 × 39 мм, который создавался с учётом опыта американцев создания и применения патрона 5,56.
- Китайский 5,8 × 42 мм

## Оружие, использующее патрон
- AICW
- Ak5
- APS 95
- AR-15
- AR-18
- AR-M1
- AR-M2
- Beretta AR-70
- Beretta ARX-160
- Beryl
- BR18
- Bushmaster ACR
- Bushmaster M17S
- CAR-15
- CETME Ameli
- CETME mod. L
- CETME mod. LC
- CIS SAR-80
- CM901[англ.]
- CQ 5,56
- ČZ 2000
- CZ 805
- Daewoo K1
- Daewoo K2
- Daewoo K3
- Daewoo K11
- DGIM FX-05 Xiuhcoatl
- Diamondback DB15
- Diemaco C7
- Diemaco C8
- FAMAS
- FAD
- FARA 83
- FN CAL
- FN EVOLYS
- FN F2000
- FN FNC
- FN Minimi
- FN SCAR-L
- G5
- Galil
- Galil ACE
- Haenel MK 556[англ.]
- HK 416
- HK G36
- HK G41
- HK MG4
- HK SL6
- HK SL8
- HK XM8
- HK13E
- HK23E
- HK33
- STM-15
- STM-416
- IMBEL MD-2
- IMBEL MD-97
- INSAS
- Interdynamics MKR
- Interdynamics MKS
- Kbk wz. 2005 Jantar
- Kbk wz. 90 Tantal
- KH 2002
- L85
- LMG
- LR-300
- M16
- M231
- M249 SAW
- M4
- MCR 100
- MSSR[англ.]
- Negev
- NGM-81
- OICW
- ORSIS 120
- QBB-97 LSW
- QBU-88
- QBZ-03
- QBZ-97
- Remington GPC
- Robinson Armaments M96
- Robinson Armaments XCR
- Ruger Mini-14
- Ruger SR-556
- Sabatti Master
- SAM-R
- SDM-R[англ.]
- SAR-21
- SIG 516
- SIG SG 540
- SIG SG 550
- SIG SG 551 SWAT
- SIG SG 552 Commando
- SIG SG 553
- SIG 556
- SIG 556 SWAT
- SIG 556xi
- SIG-Sauer SSG 2000
- Skbk wz. 91 Onyks
- SR-88
- SS1
- SS2
- Sterling SAR-87
- Steyr AUG
- Steyr Scout
- StG-940
- Stoner 63
- TAR-21
- Tara TM-4
- Tikka T3
- Type 84S
- Type 65
- Type 89
- Ultimax 100
- Valmet Rk.76
- Valmet Rk.95T
- Vektor CR-21
- Vektor R4
- VHS
- XM214 Microgun
- XM29 OICW
- Zbroyar Z-15
- 5,56А-91
- 9A-91
- АЕК-972
- АК101
- АК102
- АК-108
- АК-201
- АК-202
- АК-19
- Вепрь
- Застава М80
- Застава М85
- Застава M90
- Застава М21